# Melapera
Melapera là một chi bướm đêm thuộc họ Erebidae.